# Ţāher Būghdeh
Ţāher Būghdeh (persiska: طاهِر بَغدِه, طاهر بوغده, Ţāher Baghdeh) är en ort i Iran.   Den ligger i provinsen Kurdistan, i den nordvästra delen av landet, 500 km väster om huvudstaden Teheran. Ţāher Būghdeh ligger 1 642 meter över havet och antalet invånare är 269.
Terrängen runt Ţāher Būghdeh är kuperad.Runt Ţāher Būghdeh är det ganska glesbefolkat, med 50 invånare per kvadratkilometer. Närmaste större samhälle är Markhoz, 9,6 km öster om Ţāher Būghdeh. Trakten runt Ţāher Būghdeh består i huvudsak av gräsmarker.